# Wells Fargo
Wells Fargo & Company, «Уэллс Фарго энд Компани» — банковская холдинговая компания, предоставляющая финансовые и страховые услуги в США, Канаде и Пуэрто-Рико. Входит в так называемую «большую четвёрку» банков США (вместе с Bank of America, Citigroup и JPMorgan Chase), занимает 7 место в списке самых дорогих компаний США (S&P 500), также входит в рейтинг Fortune 1000. Компания базируется в Сан-Франциско, в то время как штаб-квартира банковского подразделения находится в Су-Фолсе (Южная Дакота). Основой деятельности является Wells Fargo Bank, на который приходится 89 % активов. С 2011 года входит в число глобально системно значимых банков.

## История
Wells, Fargo & Company была основана в 1852 году в Калифорнии Генри Уэллсом (англ. Henry Wells) и Уильямом Фарго (англ. William G. Fargo). Как и основанная ими же в 1850 году American Express, эта компания занималась транспортировкой товаров, а также оказывала банковские услуги. В 1905 году транспортное и банковское подразделения были разделены, к этому времени транспортная компания, поглотив ряд конкурентов, стала одной из крупнейших компаний по экспресс-доставке в США (как и American Express), однако в 1918 году все подобные компании были национализированы и объединены в Railway Express Agency. Банковская компания также расширялась за счёт поглощения других калифорнийских банков. В 1905 году был поглощён Nevada National Bank, в 1923 году — Union Trust Company, в 1960 году — American Trust Company, в 1986 году — Crocker National Corporation, в 1988 году — калифорнийская дочерняя компания Barclays, в 1996 году — First Interstate (за $11,3 млрд). В 1998 году Wells Fargo & Co. сама стала объектом поглощения компанией из Миннеаполиса Norwest (за $31,7 млрд). Правлением новой компании было решено оставить имя Wells Fargo как более известное, поскольку название Norwest Corporation появилось только в 1983 году, до этого эта основанная в 1929 году компания носила название Northwest Bancorporation или просто Banco. В 2000 году была поглощена First Security Corporation.
Приобретение Wachovia в конце 2008 года за $12,7 млрд позволило Wells Fargo стать в 2009 году крупнейшим ипотечным кредитором в США.
В 2016 году Wells Fargo оказалась в центре скандала в связи с тем, что сотрудники компании завышали показатели деятельности, оказывая услуги клиентам без их ведома (в частности, появилось более 2 млн кредитных карт и счетов без заявок от клиентов). Банк оштрафовали на $185 млн.
В июле 2017 года в результате расследования The New York Times стало известно, что банк также навязывал взявшим кредит на покупку автомобиля необязательную автостраховку. В Wells Fargo признали, что 570 000 клиентов могли обойтись без дополнительных выплат на страхование, и согласились им возместить $80 млн.

## Руководство
- Чарльз Носки (Charles H. Noski) — председатель совета директоров с 2020 года.
- Чарльз Шарф (Charles W. Scharf) — президент и главный исполнительный директор (CEO) с 2020 года.
- Майкл Сантомассимо (Michael Santomassimo) — старший вице-президент и главный финансовый директор.
- Аманда Нортон (Amanda Norton) — старший вице-президент и главный директор по финансовым рискам с 2018 года, до этого работала в Chase Manhattan Bank, JPMorgan Chase и Bank of America.
- Ричард Леви (Richard D. Levy) — вице-президент и контролёр с 2002 года.
- Мэри Мэк (Mary T. Mack) — старший вице-президент и глава отдела потребительского кредитования с 2017 года.
- Авид Моджтабай (Avid Modjtabai) — старший вице-президент и глава отдела платежей, информационных технологий и инноваций с 2016 года.
- Перри Пелос (Perry G. Pelos) — старший вице-президент, глава подразделения оптового банкинга с 2016 года.
- Джонатан Вайс (Jonathan G. Weiss) — старший вице-президент, глава подразделения управления активами с 2017 года.
- Мария Техада (Maria Teresa Tejada) — главный директор по стратегическим рискам с 2019 года; с 2013 по 2018 год работала в KeyCorp, до этого в Goldman Sachs[3].

Независимые члены совета директоров:
- Джон Бейкер (John D. Baker, II) — независимый член совета директоров с 2009 года, также председатель правления флоридской компании по производству строительной техники Panadero Aggregates Holdings, LLC, ранее возглавлял флоридскую транспортную компанию FRP Holdings, Inc. (Patriot Transportation Holding, Inc.).
- Селест Кларк (Celeste A. Clark) — независимый член совета директоров с 2018 года, вся карьера прошла в Kellogg Company вплоть до поста вице-президента.
- Теодор Крейвер (Theodore F. Craver, Jr.) — независимый член совета директоров с 2018 года, до этого возглавлял компанию по электроснабжению Edison International (с 2008 по 2016 год); также экономический советник Федерального резервного банка Сан-Франциско.
- Уэйн Хьюитт (Wayne M. Hewett) — независимый член совета директоров с 2019 года, председатель правления DiversiTech Corporation (производителя инженерного оборудования), до этого возглавлял компании Klöckner Pentaplast Group (производитель пластмассовых комплектующих, 2015—2017 годы) и Arysta LifeScience Corporation (агрохимическая компания, 2010—2015 годы), ранее 20 лет проработал в General Electric, где возглавлял ряд дочерних компаний; также член совета директоров The Home Depot, Inc.
- Дональд Джеймс (Donald M. James) — независимый член совета директоров с 2009 года, с 1997 по 2015 год возглавлял Vulcan Materials Company, производителя стройматериалов из Алабамы.
- Мария Моррис (Maria R. Morris) — независимый член совета директоров с 2018 года, с 1984 по 2017 год работала в страховой компании MetLife вплоть до поста вице-президента; также член совета директоров S&P Global Inc.
- Карин Пиц (Karen B. Peetz) — независимый член совета директоров с 2017 года до 23 апреля 2019 года, с 2013 по 2016 год была президентом The Bank of New York Mellon Corporation, где работала с 1998 года.
- Хуан Пухадас (Juan Pujadas) — независимый член совета директоров с 2017 года, ранее работал в аудиторской фирме PricewaterhouseCoopers, включая пост вице-председателя.
- Джеймс Куигли (James Quigley) — независимый член совета директоров с 2013 года, ранее работал в другой аудиторской фирме, Deloitte Touche Tohmatsu, включая пост CEO с 2007 по 2011 год.
- Рональд Сарджент (Ronald L. Sargent) — независимый член совета директоров с 2017 года, с 2002 по 2017 год возглавлял компанию Staples, Inc. (розничная торговля)
- Сюзан Вотрино (Suzanne M. Vautrinot) — независимый член совета директоров с 2015 года, более 30 лет провела в ВВС США, где дослужилась до ранга генерал-майора, в частности возглавляла отдел по кибербезопасности, с 2013 года в отставке и является президентом компании Kilovolt Consulting Inc. (техасской компании, консультирующей по вопросам кибербезопасности).

## Деятельность
Основные подразделения:
- Consumer Banking & Lending (потребительское кредитование) — широкий спектр финансовых услуг частным лицам и малому бизнесу (с оборотом до $5 млн) во всех штатах США; включает обслуживание текущих и сберегательных счетов, кредитные и дебетовые карты, ипотечные и студенческие кредиты, автокредитование; 5 тысяч отделений и 13 тысяч банкоматов, обслуживающие более 40 млн розничных клиентов и 3 млн мелких предпринимателей; выручка в 2020 году составила $34 млрд, чистая прибыль — $1,08 млрд;
- Commercial Banking (коммерческий банкинг) — финансовые услуги семейным, частным и некоторым публичным компаниям; выручка составила $9,7 млрд, чистый убыток — $681 млн;
- Corporate & Investment Banking (корпоративный и инвестиционный банкинг) — финансовые услуги крупным корпорациям, финансовым институтам и правительствам в США и других странах; выручка составила $13,8 млрд, чистая прибыль — $842 млн;

- Wealth and Investment Management (управление активами) — услуги по управлению личным состоянием, инвестиции и пенсионное страхование в США; Wells Fargo оказывает доверительное управление, фидуциарные и трастовые услуги институциональным клиентам через дочерние компании Wells Fargo Advisors, The Private Bank, Abbot Downing, Wells Fargo Institutional Retirement and Trust и Wells Fargo Asset Management; выручка составила $14,5 млрд, чистая прибыль — $1,66 млрд, активы под управлением — $603 млрд[4].

Структура выручки компании:
- чистый процентный доход в 2020 году составил $40,3 млрд ($48,3 млрд процентный доход, $8 млрд процентный расход), в том числе
  - проценты по выданным кредитам — $34,2 млрд
  - доход от инвестиций в ценные бумаги — $11,6 млрд;
- непроцентный доход составил $36,4 млрд, в том числе
  - плата за трастовые и инвестиционные услуги — $9,38 млрд
  - обслуживание депозитных счетов — $5,22 млрд
  - обслуживание кредитных карт — $3,54 млрд
  - ипотечные банковские услуги — $3,49 млрд
  - лизинг — $1,25 млрд
  - доходы от торговых операций — $1,17 млрд[4].

В структуре активов из $1,955 трлн на конец 2020 года $888 млрд приходится на выданные кредиты (в том числе $510 млрд — коммерческие кредиты, $432 млрд — потребительские кредиты), $501 млрд — на долговые ценные бумаги (среди них преобладают ипотечные облигации), $156 млрд — на депозиты в других банках. Из пассивов основная часть приходится на принятые депозиты ($1,404 трлн, из них около четверти беспроцентные).
На конец 2018 года Wells Fargo & Company принадлежало[уточнить]акций других компаний на $344,28 млрд. По отраслям эти инвестиции распределялись следующим образом:
- финансовые компании — 40,6 %
- технологические компании — 16,16 %
- промышленные компании — 9,43 %
- производители потребительских товаров (цикличных) — 9,23 %
- здравоохранение — 8,38 %
- производители потребительских товаров (нецикличных) — 5,13 %
- энергетика — 3,28 %[11].

По стоимости пакетов акций наиболее значительны Microsoft ($7,1 млрд), Apple ($5,2 млрд), Alphabet (Class A $2,5 млрд + Class C $2,2 млрд), Amazon ($3,8 млрд), Cisco ($3,4 млрд), JPMorgan Chase ($3,3 млрд), Johnson & Johnson ($2,9 млрд), Home Depot ($2,5 млрд), Procter & Gamble ($2,2 млрд), Visa, Inc. ($2,1 млрд), Exxon Mobil Corporation ($1,9 млрд), Merck & Co, Inc. ($1,8 млрд), AT&T ($1,8 млрд), Intel ($1,8 млрд), Verizon Communications ($1,7 млрд), McDonalds Corporation ($1,7 млрд), PepsiCo ($1,7 млрд), Walt Disney Company ($1,7 млрд), UnitedHealth Group ($1,7 млрд), Boeing ($1,6 млрд), Chevron Corporation ($1,6 млрд), Facebook ($1,6 млрд), Pfizer ($1,6 млрд), Nextera Energy ($1,6 млрд), Abbott Laboratories ($1,6 млрд). Кроме этого значительные суммы компания вкладывает через инвестиционные фонды, управляемые BlackRock (в основном группа котируемых на бирже фондов iShares) и The Vanguard Group, Inc (эти инвестиции относятся к финансовой отрасли, хотя могут реинвестироваться фондами в любые другие отрасли).
В 2015 году Wells Fargo заняла 19-е место среди крупнейших инвестиционных компаний мира по размеру активов под управлением ($890,3 млрд).
Компании принадлежит несколько крупных зданий в разных городах США: небоскрёбы, спортивные арены и другие. Штаб-квартира находится в Сан-Франциско (420 Montgomery Street, San Francisco, California 94163).
|                     | 2001…  | 2006…  | 2011  | 2012  | 2013  | 2014  | 2015  | 2016  | 2017  | 2018  | 2019  | 2020  | 2021  | 2022  |
| ------------------- | ------ | ------ | ----- | ----- | ----- | ----- | ----- | ----- | ----- | ----- | ----- | ----- | ----- | ----- |
| Выручка             | 20,98… | 35,77… | 80,95 | 86,09 | 83,78 | 84,35 | 86,06 | 88,27 | 88,39 | 86,41 | 85,06 | 72,34 | 82,71 | 82,86 |
| Чистая прибыль      | 3,411… | 8,420… | 15,87 | 18,90 | 21,88 | 23,06 | 22,89 | 21,94 | 22,18 | 22,39 | 19,55 | 3,301 | 21,55 | 13,18 |
| Активы              | 307,5… | 482,0… | 1314  | 1422  | 1524  | 1687  | 1788  | 1930  | 1952  | 1896  | 1927  | 1955  | 1948  | 1881  |
| Собственный капитал | 27,18… | 46,07… | 141,7 | 158,9 | 171,0 | 185,3 | 193,9 | 200,5 | 208,1 | 197,1 | 188,0 | 185,9 | 190,1 | 181,9 |

| Банк            | Активы, трлн $ | Депозиты, трлн $ | Собственные средства, млрд $ | Выручка, млрд $ | Чистая прибыль, млрд $ | Рыночная капитализация, млрд $ |
| --------------- | -------------- | ---------------- | ---------------------------- | --------------- | ---------------------- | ------------------------------ |
| JPMorgan Chase  | 3,386          | 2,114            | 279,4                        | 119,5           | 29,13                  | 501,5                          |
| Bank of America | 2,820          | 1,785            | 272,9                        | 85,53           | 17,89                  | 357,3                          |
| Citigroup       | 2,260          | 1,281            | 199,4                        | 74,30           | 11,05                  | 161,5                          |
| Wells Fargo     | 1,955          | 1,404            | 185,9                        | 72,34           | 3,301                  | 186,4                          |

Примечание. Данные за 2020 год, рыночная капитализация на июнь 2021 года.

## Акционеры
На конец 2018 года Wells Fargo Company выпустила 4,5 млрд акций, их общая стоимость (рыночная капитализация) на апрель 2019 года составляла $276 млрд. Из общего числа акций 78,12 % принадлежат институциональным инвесторам. Крупнейшие из них:
| Название акционера                             | Количество акций, млн | Процент | Стоимость пакета |
| ---------------------------------------------- | --------------------- | ------- | ---------------- |
| Berkshire Hathaway, Inc.                       | 426,77                | 9,46    | $26,11 млрд      |
| The Vanguard Group, Inc.                       | 328,49                | 7,28    | $20,09 млрд      |
| BlackRock Inc.                                 | 295,66                | 6,55    | $18,08 млрд      |
| State Street Corporation                       | 183,10                | 4,06    | $11,21 млрд      |
| Capital International Investors                | 90,78                 | 2,01    | $5,55 млрд       |
| FMR LLC                                        | 89,05                 | 1,97    | $5,44 млрд       |
| Price T. Rowe Associates, Inc.                 | 82,32                 | 1,82    | $5,02 млрд       |
| Dodge & Cox                                    | 80,22                 | 1,78    | $4,91 млрд       |
| Franklin Resources                             | 57,89                 | 1,28    | $3,53 млрд       |
| State Farm Mutual Automobile Insurance Company | 55,04                 | 1,22    | $3,37 млрд       |
| Northern Trust Corporation                     | 52,68                 | 1,17    | $3,23 млрд       |
| Geode Capital Management, LLC                  | 51,64                 | 1,14    | $3,15 млрд       |
| J.P. Morgan Chase & Co.                        | 50,77                 | 1,13    | $3,12 млрд       |
| MFS Investment Management                      | 48,68                 | 1,08    | $2,98 млрд       |
| PRIMECAP Management Company                    | 45,47                 | 1,01    | $2,78 млрд       |

## Дочерние компании
Основные дочерние компании на конец 2018 года и их юрисдикция (место регистрации):
- Danube Holdings I C.V. (Нидерланды)
- Danube I Limited Partner, LLC (Делавэр)
- Eastdil Secured Broker Services, Inc. (Делавэр)
- EVEREN Capital Corporation (Делавэр)
- Norwest Venture Partners XI, LP (Делавэр)
- Norwest Venture Partners XII, LP (Делавэр)
- Norwest Venture Partners XIII, LP (Делавэр)
- NVP Associates, LLC (Делавэр)
- OmniPlus Capital Corporation (Делавэр)
- Peony Asset Management, Inc. (Делавэр)
- PRN Holdings, LLC (Делавэр)
- Reliable Financial Services, Inc. (Пуэрто-Рико)
- Silver Asset Management, Inc. (Делавэр)
- Sparta GP Holding REO Corp (Делавэр)
- Union Hamilton Reinsurance, Ltd. (Бермудские острова)
- Wells Capital Management Incorporated (Калифорния)
- Wells Fargo Affordable Housing Community Development Corporation (Северная Каролина)
- Wells Fargo Asset Management Holdings, LLC (Делавэр)
- Wells Fargo Bank International Unlimited Company (Ирландия)
- Wells Fargo Bank South Central, National Association (Делавэр)
- Wells Fargo Bank, N. A. (Делавэр)
- Wells Fargo Capital Finance, LLC (Делавэр)
- Wells Fargo Central Pacific Holdings, Inc. (Калифорния)
- Wells Fargo Clearing Services, LLC (Делавэр)
- Wells Fargo Commercial Distribution Finance, LLC (Делавэр)
- Wells Fargo Community Development Corporation (Невада)
- Wells Fargo Dealer Floorplan Master Note Trust (Делавэр)
- Wells Fargo Equipment Finance, Inc. (Миннесота)
- Wells Fargo Financial Leasing, Inc. (Айова)
- Wells Fargo Financial National Bank (Делавэр)
- Wells Fargo Funding, Inc. (Миннесота)
- Wells Fargo Funds Management, LLC (Делавэр)
- Wells Fargo Insurance Re, Inc. (Вермонт)
- Wells Fargo Municipal Capital Strategies, LLC (Делавэр)
- Wells Fargo Rail Corporation (Северная Каролина)
- Wells Fargo Real Estate Investment Corporation (Делавэр)
- Wells Fargo Securities, LLC (Делавэр)
- Wells Fargo USA Holdings, Inc. (Нью-Джерси)
- Wells Fargo Vendor Financial Services, LLC (Калифорния)
- WFC Holdings, LLC (Делавэр)